# Baudokumentation
Der Begriff Baudokumentation umfasst die Aufzeichnung aller jemals an einem Bauwerk erfolgten Vorgänge zur sofortigen und späteren Nutzung. Die hier dargestellten Definitionen beziehen sich hauptsächlich auf Österreich.

## Begriff
Die Baudokumentation kann sich sowohl auf Neubauten als auch auf Aus- oder Umbauten beziehen.
Außerdem wird die Dokumentation der laufenden Wartung eines Bauwerks in Zukunft immer wichtiger.
Eine ordentliche Baudokumentation hat im Sinne des Auftrag- bzw. des Gesetzgebers den jeweiligen länderspezifischen Verordnungen bzw. den vom Bauherrn vorgeschriebenen Qualitäten zu entsprechen.

## Arten der Baudokumentation

### Papierform
Die Erstellung auf diesem Weg wird auf Grund der mittlerweile selbst für relativ kleine Bauvorhaben (z. B. Wohnhausanlage mit 30 Einheiten) sehr großen Datenmengen so gut wie nicht mehr praktiziert.

### Digitale Baudokumentation
Diese Form hat sich großteils durchgesetzt. Es gibt zahlreiche Anbieter einer entsprechenden Software sowie unzählige von Unternehmen bzw. Nutzern selbst erstellte digitale Systeme der Baudokumentation.
Eine Software für Baudokumentation sollte zumindest folgende Anforderungen erfüllen:
- Ortsunabhängig: Die Dokumentation bzw. deren Bestandteile können direkt auf der Baustelle mit einem Computer (z. B. Tablet) erfasst und erstellt werden.
- Multimedia-tauglich: Die Dokumentation ist mittels schriftlicher, Audio- oder Videonotizen, Fotos etc. möglich.
- Die Bestandteile der Dokumentation (Texte, Bilder etc. – siehe oben) können jederzeit (auch nachträglich) exakt räumlich und zeitlich eingeordnet werden.
- Eine laufende Aktualisierung der Daten macht alle Dokumentationsschritte jederzeit nachvollziehbar.

## Gerichtliche Anerkennung als Beweismittel
Sinnvolle Methoden der Baudokumentation sind solche, die im Streitfall auch vor Gericht anerkannt werden. Diese Art von Software ist noch nicht sehr weit verbreitet.